# Kenneth Carpenter
Kenneth Carpenter (Tokio, Japón; 21 de septiembre de 1949) es un paleontólogo en el Museo de Historia Natural de Denver y autor y coautor de un número de libros de dinosaurios y la vida Mesozoica. Sus intereses principales de búsqueda son dinosaurios acorazados (Ankylosauria y Stegosauria), como también dinosarios del Cretácico.